# Кубок Канади 1987
Кубок Канади 1987 — четвертий хокейний турнір Кубка Канади, що проходив з 28 серпня по 15 вересня 1987 року в шести канадських містах (Калгарі, Галіфакс, Монреаль, Реджайна, Гамільтон, Сідні) та одному американському (Гартфорд). Переможцем турніру стала збірна Канади, яка обіграла у драматичному триматчевому фіналі команду СРСР. Найкращим гравцем турніру був названий Вейн Грецкі.

## Передісторія
Інтерес до турніру підігрівався тим, що він проводився на початку олімпійського сезону і став для більшості країн-учасниць етапом у підготовці до XV зимових Олімпійських ігор. До того ж МОК ухвалив рішення про допуск до Ігор професійних хокеїстів. Таким чином, це суто комерційне змагання за участю професійних гравців набуло олімпійського забарвлення. Проте на першому етапі турніру належного інтересу у Північній Америці не було. Зниження глядацької уваги до ігор збірних Швеції та Фінляндії позначилося на касових зборах: було продано лише 2 — 3 тисячі квитків. Організатори Кубка були змушені перенести низку ігор до інших міст — із меншими аренами. Також були труднощі і під час укладання контрактів із телевізійними компаніями. До того ж, найкращі шведські та фінські гравці виступали в НХЛ і вболівальники бачили їх протягом усього сезону, а інші гравці з цих країн у них інтересу не викликали. Інша причина полягала в тому, що в цей період у Північній Америці проходило багато великих турнірів, що належать до літніх видів спорту: відкритий чемпіонат США з тенісу, фінальні ігри з бейсболу, американського футболу, гольфу та автоперегонів. Все частіше виникало питання: чи потрібно проводити Кубок Канади в цей час? В якому обсязі? Чи не краще повернутися до серій між НХЛ та СРСР на кшталт 1972 року?
Проте ігри за участю збірної СРСР залучили найбільшу кількість глядачів. Середня відвідуваність ігор радянської команди дорівнювала 10963 чоловік. Усі матчі зі збірною Канади, окрім гри в Монреалі, проводилися за максимальної заповненості трибун.
Згідно з регламентом Кубка Канади, в офіційній заявці кожної команди мало значитися 23 гравці. Більшість цих гравців могли бути з НХЛ. Проте окремі збірні зіштовхнулися із проблемою «відмовників».
У шведів турнір проігнорували одразу п'ять НХЛівців — Томас Сандстрем, Ян Ерікссон, Патрік Сундстрем, Томас Стін, Пелле Еклунд.
До збірної Канади викликано 35 хокеїстів. Після тренувального збору Майк Кінен відмовився від послуг Ела Макінніса, Бреда МакКріммона, Роба Ремеджа, Дуга Лідстера, Тоні Танті, Стіва Айзермана, Патріка Руа, Діно Чіккареллі, Кема Нілі. «Відмовником» у канадців став Леррі Робінсон, а травмованими виявилися Дуг Вілсон, Пол Рейнхарт та Кевін Лоу.
Спочатку планував відмовитися від участі і Вейн Грецкі, який після довгого сезону відчував себе смертельно втомленим і вважав, що форму на початок Кубка Канади набрати не встигне. За місяць до першого збору він так і заявляв Кінене. Проте, зрештою, Грецкі переконав зіграти на турнірі батько.
У збірній США відмовилися через особисті питання Дзйв Крістіан, Ел Яфреті та Крейг Ладвіг. Через травму пропускав турнір Марк Гоу.

## Фінанси
Організатори Кубка Канади-1987 взяли на себе всі витрати на трафік спортивних делегацій з Європи та назад; оплачували розміщення, харчування та транспорт усередині країни. Було виплачено винагороду кожній країні-учасниці у розмірі 125 тис. канадських доларів, а також призовий фонд: за перше місце — C$ 110 тис., за друге — C$ 85 тис., за третє — C$ 60 тис. Крім того, було виплачено міжнародній федерації хокею із шайбою (ІІХФ) C$ 400 тис. для покриття витрат на проведення чемпіонатів юнацьких та юніорських команд та надання фінансової допомоги слаборозвиненим хокейним країнам. Значну суму від доходів було відраховано до пенсійного фонду НХЛ.
Основними джерелами доходів та покриття витрат служили виплати за телетрансляції та надходження від продажу квитків та сувенірної продукції.

## Exhibition Games перед Кубком Канади-87

### Результати «виставкових» матчів
- 7 серпня, Стокгольм: Швеція 2 СРСР 5
- 9 серпня, Еребру: Швеція 3 СРСР 7
- 11 серпня, Гетеборг: Швеція 2 Чехословаччина 5
- 13 серпня, Стокгольм: Швеція 2 Чехословаччина 5
- 15 серпня, Коувола: Фінляндія 1 Чехословаччина 1
- 16 серпня, Гельсінкі: Фінляндія 7 Чехословаччина 3
- 18 серпня, Турку: Фінляндія 3 Швеція 6
- 19 серпня, Тампере: Фінляндія 0 Швеція 2
- 22 серпня, Гамільтон: Канада 4 СРСР 9
- 23 серпня, Гамільтон: Канада 4 Чехословаччина 2
- 24 серпня, Калгарі: Канада 5 Швеція 5
- 25 серпня, Калгарі: Канада 5 СРСР 2
- 26 серпня, Медісін Хет (Альберта): Канада 4 Швеція 5
- 26 серпня, Летбрідж (Альберта): Чехословаччина 6 Фінляндія 1

## Попередній етап
Фаворити турніру стартували невдало: канадці зіграли внічию з чехословаками, а збірна СРСР програла шведам. Помічник Тихонова Ігор Дмитрієв пояснив поразку від шведів швидким першим голом, який вже на третій хвилині забив Валерій Каменський: «Хлопці розслабилися, вважаючи справу зробленою, і поплатилися за це».
На наступні матчі команди зібралися та впевнено обігравали всіх своїх суперників.
У матчі Канада-США суперники влаштували справжнє побоїще. На дві команди під час гри припало загалом 30 накладених швів, а для канадця Кевіна Дініна цей матч став останнім на турнірі.
У матчі СРСР-США американці планували досягти потрібного для виходу до плей-офф результату, застосовуючи тактику залякування. Ряд радянських гравців постійно піддавалися тичкам і ударам, а Андрію Ломакіну Гері Сутер завдав такого удару по обличчю, що радянському хокеїсту довелося завдавати 10 швів.

### Результати матчів
- 28 серпня, Калгарі: Канада — Чехословаччина — 4:4 (2:2, 1:1, 1:1)
- 28 серпня, Хартфорд : США — Фінляндія — 4:1 (0:0, 1:0, 3:1)
- 29 серпня, Калгарі : Швеція — СРСР — 5:3 (3:1, 1:2, 1:0)
- 30 серпня, Гамільтон : Канада — Фінляндія — 4:1 (2:0, 2:1, 0:0)
- 31 серпня, Реджайна : СРСР — Чехословаччина — 4:0 (2:0, 1:0, 1:0)
- 31 серпня, Гамільтон : США — Швеція — 5:2 (1:0, 3:1, 1:1)
- 2 вересня, Галіфакс : СРСР — Фінляндія — 7:4 (3:3, 3:0, 1:0)
- 2 вересня, Гамільтон : Канада — США — 3:2 (0:1, 2:0, 1:1)
- 2 вересня, Реджайна : Швеція — Чехословаччина — 4:0 (1:0, 1:0, 2:0)
- 4 вересня, Хартфорд : СРСР — США — 5:1 (2:0, 1:1, 2:0)
- 4 вересня, Сідні : Чехословаччина — Фінляндія — 5:2 (2:0, 2:0, 1:2)
- 4 вересня, Монреаль : Канада — Швеція — 5:3 (2:2, 1:0, 2:1)
- 6 вересня, Сідні: Швеція — Фінляндія — 3:1 (1:0, 1:0, 1:1)
- 6 вересня, Сідні: Чехословаччина — США — 3:1 (1:0, 1:1, 1:0)
- 6 вересня, Гамільтон: Канада — СРСР — 3:3 (1:0, 1:3, 1:0)

### Турнірне становище
|                | І | В | Н | П | ЗШ | ПШ | Очк |
| -------------- | - | - | - | - | -- | -- | --- |
| Канада         | 5 | 3 | 2 | 0 | 19 | 13 | 8   |
| СРСР           | 5 | 3 | 1 | 1 | 22 | 13 | 7   |
| Швеція         | 5 | 3 | 0 | 2 | 17 | 14 | 6   |
| Чехословаччина | 5 | 2 | 1 | 2 | 12 | 15 | 5   |
| США            | 5 | 2 | 0 | 3 | 13 | 14 | 4   |
| Фінляндія      | 5 | 0 | 0 | 5 | 9  | 23 | 0   |

## Півфінали
Напередодні матчу СРСР-Швеція, який проходив у Гамільтоні, Томмі Сандлін висловив кілька різких зауважень на адресу організаторів Кубка. За словами тренера шведів, вони, організатори, ніби навмисно знущалися з його збірної, змінивши календар (посилаючись знову ж таки на брак глядацького інтересу), змусили її за десять днів турніру побувати в п'яти містах. «Ми зовсім виснажені переїздами, — цілком погодився зі своїм наставником захисник Томас Юнссон . — Щодня нам доводилося вставати о п'ятій ранку, щоб летіти в інше місто, і лягати пізно вночі. Це було якесь божевілля…» Інший шведський хокеїст, Матс Неслунд, зазначив: «Виправдання — доля невдах. Ми програли, бо збірна СРСР сильніша».
Збірна СРСР у півфінальній грі виступала впевнено та не дала супернику жодного шансу на перемогу.
У збірній СРСР під час матчу досить безглузду травму отримав Сергій Світлов: у першій же зміні нападник на повній швидкості врізався в борт і зламав руку.
Збірна Канади спочатку програвала 0:2 чехословакам, проте протягом кількох хвилин зібралася і легко довела матч до перемоги.
| 8 вересня, 1987                  | \| СРСР \| 4:2 \| Швеція \| \| Крутов, Биков, Ларіонов, Макаров \| Голи \| Бергквіст, П. Андерссон \| | Гамільтон               |
| СРСР                             | 4:2                                                                                                   | Швеція                  |
| Крутов, Биков, Ларіонов, Макаров | Голи                                                                                                  | Бергквіст, П. Андерссон |

| 9 вересня, 1987                     | \| Канада \| 5:3 \| Чехословаччина \| \| М. Лемьє (2), Гаверчук, Гуле, Пропп \| Голи \| Пашек, Бенак, Волек \| | Монреаль            |
| Канада                              | 5:3 | Чехословаччина      |
| М. Лемьє (2), Гаверчук, Гуле, Пропп | Голи | Пашек, Бенак, Волек |

## Фінал (до двох перемог)
Кожна фінальна гра проходила в запеклій боротьбі, і результат перших двох матчів вирішувався в овертаймі.
У 1-й грі, яка проходила в монреальському «Форумі», досить швидко вперед вийшли канадці. Однак до кінця 1-го періоду вела вже збірна СРСР (3:1), рахунок збільшився на одну шайбу і на початку 2-го періоду. Канадці виглядали враженими і пригніченими, але до певної міри перелом вніс гол Бурка наприкінці 2-го періоду. До кінця третього періоду канадці вже вели 5:4, але зберегти рахунок їм не вдалося. Підсумковий результат залишився за збірною СРСР. Перемогу приніс сильний кидок Олександра Семака на 6 хвилині овертайму.
У 2-й грі, у Copps Coliseum у Гамільтоні, команди, обмінюючись голами, знову підійшли до овертайму з рахунком 5:5. При цьому шайба, закинута Валерієм Каменським після індивідуального проходу, яка дозволила перевести гру в овертайм, визнається однією з найкращих на турнірі. Було зіграно два овертайми, і в середині останнього канадцям вдалося забити зусиллями Маріо Лем'є.
У 3-й грі, яка знову проходила в Гамільтоні, рахунок змінювався також поперемінно на користь кожної команди. Спочатку вела збірна СРСР (3:0), потім до кінця 2-го періоду вели канадці (5:4). У 3-му періоді, за півтори хвилини до кінця, за рахунку 5:5, коли обидві команди вже налаштовувалися на овертайм, канадці забили вирішальну шайбу. Вигравши вкидання у своїй зоні, канадці вискочили втрьох (Мерфі, Грецькі та М. Лем'є) на одного (Ігор Кравчук) і легко забили вирішальну шайбу.
| 11 вересня, 1987 20:00 UTC+4 | СРСР | 6 : 5 (ОТ) (3:1, 1:1, 1:3, 1:0) | Канада | Монреаль-Форум, Монреаль 14 588 глядачів |

| звіт | звіт                                        | звіт | звіт      | звіт                                                        |
| --- | ------------------------------------------- | --- | --------- | ----------------------------------------------------------- |
| |                                             | |           |                                                             |
| | Сергій Мильников                            | Воротарі | Грант Фюр | Судді: Канада Дон Кохарскі Канада Коллінз СРСР Галіновський |
| | голи:                                       | |           | Судді: Канада Дон Кохарскі Канада Коллінз СРСР Галіновський |
| Олексій Касатонов (В. Фетісов, А. Семенов) 09:34 Володимир Крутов (В. Фетісов, C. Макаров) 13:53 Сергій Макаров (В. Крутов) мен 17:44 Валерій Каменський (А. Гусаров, А. Хомутов) 22:10 Андрій Хомутов (В. Биков) 57:33 Олександр Сємак (А. Семенов, А. Ломакін) 65:33 | 0:1 1:1 2:1 3:1 4:1 4:2 4:3 4:4 4:5 5:5 6:5 | 01:49 Майк Гартнер (М. Лем'є, Н. Рошфор) 39:18 бол Рей Бурк (В. Грецкі, М. Лем'є) 41:35 Дуг Гілмор (М. Гартнер, К. Хартсбург) 54:39 Гленн Андерсон (М. Мессьє, Л. Мерфі) 57:01 Вейн Грецкі (Р. Бурк) |           | Судді: Канада Дон Кохарскі Канада Коллінз СРСР Галіновський |
| |                                             | |           | Судді: Канада Дон Кохарскі Канада Коллінз СРСР Галіновський |
| |                                             | |           | Судді: Канада Дон Кохарскі Канада Коллінз СРСР Галіновський |
| |                                             | |           | Судді: Канада Дон Кохарскі Канада Коллінз СРСР Галіновський |
| 16 хв | Штраф                                       | 12 хв |           | Судді: Канада Дон Кохарскі Канада Коллінз СРСР Галіновський |
| |                                             | |           |                                                             |
| | 43                                          | кидки | 33        |                                                             |

| 13 вересня, 1987 20:00 UTC+4 | Канада | 6 : 5 (2ОТ) (3:1,1:2, 1:2, 0:0, 1:0) | СРСР | Колізей Коппс, Гамільтон 17 026 глядачів |

| звіт | звіт                                        | звіт | звіт             | звіт                                                  |
| --- | ------------------------------------------- | --- | ---------------- | ----------------------------------------------------- |
| |                                             | |                  |                                                       |
| | Грант Фюр                                   | Воротарі | Євген Бєлошейкін | Судді: США Пол Стюарт Канада Д'Аміко Швеція Лундстрем |
| | голи:                                       | |                  | Судді: США Пол Стюарт Канада Д'Аміко Швеція Лундстрем |
| Норман Рошфор (Д. Гаверчук, М. Мессьє) 00:43 Дуг Гілмор (В. Грецкі, Н. Рошфор) 03:48 Пол Коффі (М. Гартнер, В. Грецкі) 12:41 Маріо Лем'є (В. Грецкі) 36:32 Маріо Лем'є (П. Коффі, В. Грецкі) бол 50:14 Маріо Лем'є (Л. Мерфі, В. Грецкі) 90:07 | 1:0 1:1 2:1 3:1 3:2 3:3 4:3 4:4 5:4 5:5 6:5 | 01:27 Андрій Хомутов (В. Биков) 32:11 бол В'ячеслав Фетисов (В. Крутов, А. Касатонов) 34:17 мен Володимир Крутов (С. Макаров) 44:45 В'ячеслав Биков (А. Хомутов, В. Каменський) 58:56 Валерій Каменський (В. Биков, В. Первухін) |                  | Судді: США Пол Стюарт Канада Д'Аміко Швеція Лундстрем |
| |                                             | |                  | Судді: США Пол Стюарт Канада Д'Аміко Швеція Лундстрем |
| |                                             | |                  | Судді: США Пол Стюарт Канада Д'Аміко Швеція Лундстрем |
| |                                             | |                  | Судді: США Пол Стюарт Канада Д'Аміко Швеція Лундстрем |
| 12 хв | Штраф                                       | 12 хв |                  | Судді: США Пол Стюарт Канада Д'Аміко Швеція Лундстрем |
| |                                             | |                  |                                                       |
| | 61                                          | кидки | 50               |                                                       |

| 15 вересня, 1987 20:00 UTC+4 | Канада | 6 : 5 (2:4, 3:0, 1:1) | СРСР | Колізей Коппс, Гамільтон 17 026 глядачів |

| звіт | звіт                                        | звіт | звіт             | звіт                                                        |
| --- | ------------------------------------------- | --- | ---------------- | ----------------------------------------------------------- |
| |                                             | |                  |                                                             |
| | Грант Фюр                                   | Воротарі | Сергій Мильников | Судді: Канада Дон Кохарскі Канада Д'Аміко СРСР Галіновський |
| | голи:                                       | |                  | Судді: Канада Дон Кохарскі Канада Д'Аміко СРСР Галіновський |
| Рік Токкет (М. Гуле, Л. Мерфі) бол 09:50 Брайан Пропп (Р. Токкет, Б. Сатлер) 15:23 Леррі Мерфі (В. Грецкі, М. Лем'є) бол 29:20 Брент Саттер (Д. Гаверчук, Д. Кроссман) 31:06 Дейл Гаверчук (Б. Пропп, Л. Мерфі) 35:32 Маріо Лем'є (В. Грецкі) 58:34 | 0:1 0:2 0:3 1:3 2:3 2:4 3:4 4:4 5:4 5:5 6:5 | 00:26 Сергій Макаров (В. Крутов) 07:04 Олексій Гусаров 08:00 В'ячеслав Фетісов (С. Макаров) 19:32 Андрій Хомутов 52:21 Олександр Сємак |                  | Судді: Канада Дон Кохарскі Канада Д'Аміко СРСР Галіновський |
| |                                             | |                  | Судді: Канада Дон Кохарскі Канада Д'Аміко СРСР Галіновський |
| |                                             | |                  | Судді: Канада Дон Кохарскі Канада Д'Аміко СРСР Галіновський |
| |                                             | |                  | Судді: Канада Дон Кохарскі Канада Д'Аміко СРСР Галіновський |
| 6 хв | Штраф                                       | 10 хв |                  | Судді: Канада Дон Кохарскі Канада Д'Аміко СРСР Галіновський |
| |                                             | |                  |                                                             |
| | 46                                          | кидки | 23               |                                                             |

## Переможець
Збірна Канади

## Склади команд
Канада (тренер — Майк Кінен): воротар — Грант Фюр ; захисники — Дуг Кроссмен, Крейг Гартсбург, Норман Рошфор, Джеймс Патрік, Рей Бурк, Леррі Мерфі, Пол Коффі; нападники — Гленн Андерсон, Дейл Гаверчук, Марк Мессьє, Майк Гартнер, Кевін Динін, Мішель Гуле, Брент Саттер, Рік Токкет, Браян Пропп, Даг Гілмор, Клод Лем'є, Маріо Лем'є, Вейн Грецкі.
 СРСР (тренер — Віктор Тихонов): воротарі — Сергій Мильников, Євген Білошейкін; захисники — В'ячеслав Фетісов, Олексій Гусаров, Ігор Стельнов, Василь Первухін, Олексій Касатонов, Анатолій Федотов, Ігор Кравчук; нападаючі — Юрій Хмильов, Володимир Крутов, Ігор Ларіонов, Сергій Немчинов, Валерій Каменський, Андрій Хомутов, Сергій Свєтлов, Олександр Сємак, Сергій Пряхін, Андрій Ломакін, Сергій Макаров, В'ячеслав Биков, Анатолій Семенов.
 Швеція (тренер — Томмі Сандлін): воротар — Петер Ліндмарк; захисники — Андерс Ельдебрінк, Томмі Альбелін, Ларс Карлссон, Томмі Самуельссон, Томас Юнссон, Петер Андерссон, Мікаель Тельвен; нападаючі — Том Еклунд, Томас Рундквіст, Мікаель Андерссон, Кент Нільссон, Бенгт-Оке Густафссон, Петер Сундстрем, Юнас Бергквіст, Андерс Карлссон, Ларс-Гуннар Петтерссон, Гокан Сьодергрен, Петер Еріксон, Магнус Роупе, Матс Неслунд.
 Чехословаччина (тренер — Ян Старший): воротар — Домінік Гашек ; захисники — Мілослав Горжава, Драгомир Кадлець, Людек Чайка, Бедржих Щербан, Ярослав Бенак, Антонін Став'яна, Моймир Божик ; нападаючі — Петр Росол, Ігор Ліба, Ян Яшко, Іржі Кучера, Іржі Долежал, Владімір Ружичка, Ладислав Лубіна, Давид Волек, Петро Влк, Душан Пашек, Іржі Шейба, Іржі Грдіна, Ростислав Влах.
 США (тренер — Боб Джонсон): воротарі — Джон Ванбізбрук, Том Баррассо ; захисники — Майк Ремзі, Кевін Гетчер, Род Ленгуей, Філ Гауслі, Гері Сутер, Кріс Челіос; нападники — Джо Маллен, Курт Фрейзер, Корі Міллен, Аарон Бротен, Келлі Міллер, Марк Джонсон, Боб Брук, Вейн Преслі, Пет Лафонтен, Боббі Карпентер, Ед Олчік, Джоель Отто, Кріс Нілан.
 Фінляндія (тренер — Рауно Корпі): воротарі — Карі Такко, Ярмо Мюллюс; захисники — Теппо Нуммінен, Тімо Бломквіст, Йоуко Нарванмаа, Ярі Гренстранд, Тімо Ютіла, Вілле Сірен, Ханну Вірта, Рейо Руотсалайнен; нападаючі — Еса Тікканен, Маркку Кюлленен, Юкка Сеппо, Йіро Ярві, Ярі Куррі, Раймо Хелмінен, Матті Хагман, Крістіан Руутту, Янне Оянен, Мікко Мякеля, Раймо Сумманен, Петрі Скрико.

## Найкращі гравці матчів
Канада — Чехословаччина 4:4 (2:2, 1:1, 1:1) Гашек — Фюр
США — Фінляндія 4:1 (0:0, 1:0, 3:1) Лафонтен — Такко
Швеція — СРСР 5:3 (3:1, 1:2, 1:0) Альбелін — Хомутов
Канада — Фінляндія 4:1 (2:0, 2:1, 0:0) Дінін — Такко
СРСР — Чехословаччина 4:0 (2:0, 1:0, 1:0) Кравчук — Росол
США — Швеція 5:2 (1:0, 3:1, 1:1) Ванбізбрук — Неслунд
СРСР — Фінляндія 7:4 (3:3, 3:0, 1:0) Макарів — Сумманен
Канада — США 3:2 (0:1, 2:0, 1:1) М. М. Лем'є — Отто
Швеція — Чехословаччина 4:0 (1:0, 1:0, 2:0) Ліндмарк — Влах
СРСР — США 5:1 (2:0, 1:1, 2:0) Світлов — Д. Маллен
Чехословаччина — Фінляндія 5:2 (2:0, 2:0, 1:2) Пашок — Ютіла
Канада — Швеція 5:3 (2:2, 1:0, 2:1) Грецькі — Ліндмарк
Швеція — Фінляндія 3:1 (1:0, 1:0, 1:1) До. Нільсон — Такко
Чехословаччина — США 3:1 (1:0, 1:1, 1:0) Гашек — Хауслі
Канада — СРСР 3:3 (1:0, 1:3, 1:0) Месьє — Світлов
СРСР — Швеція 4:2 (1:0,2:1,1:1) Крутов — П. Андерсон
Канада — Чехословаччина 5:3 (0:2,3:0,2:1) М. Лем'є — Ліба
СРСР — Канада 6:5 (OT) (3:1,1:1,1:3,1:0) Крутов — Гартнер
Канада — СРСР 6:5 (2OT) (3:1,1:2,1:2,0:0,1:0) Грецькі — Крутов
Канада — СРСР 6:5 (2:4,3:0,1:1) Хаверчук — Фетісов

## Статистика гравців

### Бомбардири
| М | Гравець            | І | Г  | П  | Про |
| - | ------------------ | - | -- | -- | --- |
| 1 | Вейн Грецкі        | 9 | 3  | 18 | 21  |
| 2 | Маріо Лем'є        | 9 | 11 | 7  | 18  |
| 3 | Сергій Макаров     | 9 | 7  | 8  | 15  |
| 4 | Володимир Крутов   | 9 | 7  | 7  | 14  |
| 5 | В'ячеслав Биков    | 9 | 2  | 7  | 9   |
| 6 | Рей Бурк           | 9 | 2  | 6  | 8   |
| 7 | Валерій Каменський | 9 | 6  | 1  | 7   |
| 8 | Андрій Хомутов     | 9 | 4  | 3  | 7   |
| 9 | В'ячеслав Фетісов  | 9 | 2  | 5  | 7   |
| 9 | Анатолій Семенов   | 9 | 2  | 5  | 7   |

### Перемоги воротарів
| Гравець          | І | В | П | Н | СерПШ |
| ---------------- | - | - | - | - | ----- |
| Грант Фюр        | 9 | 6 | 1 | 2 | 3.34  |
| Сергій Мильников | 6 | 5 | 1 | 0 | 2.96  |
| Петер Ліндмарк   | 6 | 3 | 3 | 0 | 3.00  |
| Джон Ванбізбрук  | 4 | 2 | 2 | 0 | 2.25  |
| Домінік Гашек    | 6 | 2 | 3 | 1 | 3.33  |

## Збірна «Всіх зірок»
- Вораотар:  Канада Грант Фюр
- Захисники:  Канада Рей Бурк,  В'ячеслав Фетісов
- Нападаючі:  Канада Вейн Грецкі,  Канада Маріо Лем'є,  Володимир Крутов

## Цікаві факти
- Усі три фінальні матчі закінчилися з рахунком 6:5.
- У фінальних іграх не брали участь Сергій Свєтлов, Кевін Дайнін та Клод Лем'є, які вибули через травми.
- Після 3-ї фінальної гри тренери збірної СРСР на чолі з Віктором Тихоновим публічно пообіцяли побити головного арбітра Дона Кохарські[1]. Приводом до подібної заяви стало некоректне, на їхню думку, суддівство (у деяких моментах): зокрема, вони заявили, що коли забивалася вирішальна шайба, арбітр нібито не помітив порушення з боку Дейла Гаверчука щодо В'ячеслава Бикова, коли останній намагався наздогнати тих, хто втік у відрив Грецкі та М. Лем'є. А у першому матчі, за їхніми словами, не помітив, як Володимиру Крутову завдали травми, і ще нібито близько 100 порушень з боку канадців[2]